# Nioryida
Nioryida est une commune rurale située dans le département de Nobéré de la province du Zoundwéogo dans la région Centre-Sud au Burkina Faso.

## Géographie
Nioryida est localisé à 24 km au nord de Nobéré et à 4 km au nord de Nobili. Le village est à la jonction de la route nationale 5 et de la route nationale 17 allant vers Tenkodogo et Manga (via la RN 29).

## Économie
Du fait de sa localisation au croisement de deux importantes voies de communication du pays, le village bénéficie des échanges marchands de la région.

## Santé et éducation
Le centre de soins le plus proche de Nioryida est le centre de santé et de promotion sociale (CSPS) de Nobili tandis que le centre médical (CMA) le plus proche se trouve à Manga.
Le village possède une école primaire publique.